# Albert Eiteljörge
August Ferdinand Albert Eiteljörge (* 29. Februar 1864 in Hamma; † 7. September 1941 in Jerichow) war ein deutscher Heimatforscher.

## Leben
Nach Besuch einer Volksschule absolvierte Eiteljörge ein Lehrerseminar. Er war danach bis Ostern 1902 als Lehrer an der Volksschule in Buch (Elbe) tätig und wurde 1902 Hauptlehrer an der Volksschule Jerichow. Ab 1910 war er Rektor der Schule. Er setzte sich für den Neubau eines Schulgebäudes ein, der nach langjährigen Bemühungen letztlich 1925 zustande kam. 1925 trat er in den Ruhestand.
Bleibende Verdienste erwarb er sich als Heimatforscher der Elbe-Havel-Region um Jerichow. Besondere Arbeitsschwerpunkte waren die Geschichte der Stadt und des Klosters Jerichow. Im Jahr 1925 veröffentlichte er die erste zusammenhängende Darstellung der Geschichte Jerichows. Er erarbeitete dabei auch die erste Übersetzung einer Urkunde aus dem Jahr 1172, in der Erzbischof Wichmann sich zur Gründung des Klosters äußert. Eiteljörge sichtete erstmals das gesamte Material des Magistratsarchivs Jerichow und wertete es aus. In vielen Presseveröffentlichungen und Broschüren veröffentlichte er seine Arbeitsergebnisse.

## Werke
- Notizen über die Burg, das Kloster, das Amt und die Stadt Jerichow, 1910
- Jerichow, die alte Klosterstadt, Druck und Verlag von J. Stephan Jerichow 1925 (Nachdruck 1997)